# Дизниленд железница
Дизнилендска железница (енгл. Disneyland Railroad), раније позната као Железница Санта Фе и Дизниленд, дуга је 91,4 центиметара широка пруга уског колосека и атракција у Дизниленд забавном парку у Анахајму, у Сједињеним Америчким Државама. Његова рута је дугачка 19 километара и окружује већину парка, са железничким станицама у четири различите парковске области. Железничка пруга, коју је изградила компанија WED Enterprises, ради са две парне локомотиве које је изградио WED и три историјске парне локомотиве. Вожња траје отприлике 18 минута у оба смера на главној линији када саобраћају три воза, и 20 минута када саобраћају четири воза. У сваком тренутку могу да буду у саобраћају два до четири воза, у просеку три.
Атракцију је осмислио Волт Дизни, који је црпео инспирацију из минијатурне пруге саграђене у његовом дворишту. Дизнилендска железница отворена је за јавност на свечаном отварању Дизниленда 17. јула 1955. године. Од тог времена, вишеструке измене су направљене на рути, укључујући додавање две велике диораме крајем 1950-их и средином 1960-их. Неколико промена је направљено и у возном парку, укључујући претварање једног од његових вагона у салонски вагон средином 1970-их, и прелазак са дизел уља на биодизел за гориво за своје локомотиве крајем 2000-их.
Железница се стално наплаћује као једна од највећих атракција Дизниленда, захтевајући карту Ц за вожњу када су карте А, Б и Ц уведене 1955. године, Д карту за вожњу када су оне представљене 1956. и Е карту за вожњу када су уведени 1959. Употреба Е карата је стајала све док није уведен систем за плаћање по једној цени 1982. Са око 6,6 милиона путника сваке године, железница је постала једна од најпопуларнијих светских железница на парни погон.

## Историја

### Порекло концепта атракције
Волт Дизни, творац концепата за Дизниленд и Дизниленд железницу, увек је имао снажну наклоност према возовима. Као дечак, желео је да постане инжењер возова попут рођака његовог оца, Мајка Мартина, који му је причао приче о свом искуству вожње главним возовима на железници Ачисон, Топека и Санта Фе. Као тинејџер, добио је посао на Мисури Пацифичкој железници, продајући различите производе путницима у возу, укључујући новине, слаткише и цигаре. Много година касније, након што је заједно са својим старијим братом Ројем Дизнијем основао компанију Волт Дизни, почео је да игра поло. Преломи пршљенова и друге повреде навели су га да напусти спорт по савету лекара, који му је препоручио мирнију рекреативну активност. Почевши од касне 1947. године, развио је интересовање за моделе возова након што је купио неколико Лајонелових гарнитура возова.
До 1948. интересовање Волта Дизнија за моделе возова прерасло је у интересовање за веће минијатурне возове за вожњу након што је посматрао возове и распоред железничких пруга у дворишту неколико хобиста, укључујући Дизнијевог аниматора Олија Џонстона. 1949. године, након куповине празног земљишта у насељу Холмби Хилс у Лос Анђелесу, започео је изградњу нове резиденције за себе и своју породицу, а у склопу резиденције је минијатурна железница која се може возити иза њега.
Пруга је представљала сет теретних вагона које је вукла Лили Беле , парна локомотива у размери 1:8 која је названа по Дизнијевој жени Лилијан и коју је изградио тим машинских радњи које је лично изабрао Волт Дизни на челу са Роџером Е. Брогијем. Дизајн локомотиве, који је одабрао Волт Дизни након што је видео мањи модел локомотиве са истим дизајном у кући историчара железнице Џералда М. Беста, заснован је директно на копијама нацрта за централни Пацифик бр. 173, парну локомотиву коју је обновио Central Pacific Railway 1872.
Лили Беле је први пут пуштена у рад 7. маја 1950. Железничка пруга у дворишту Волта Дизнија привлачила је посетиоце заинтересоване да се возе његовим минијатурним парним возом, а викендом, када је пруга радила, дозвољавао им је то, чак је некима дозвољавао да постану „гостујући инжењери“ и возе воз. Почетком 1953. године, након што је посетилац возио Лили Беле пребрзо дуж кривине, због чега је искочио из колосека и повредио петогодишњу девојчицу, Волт Дизни, страхујући од могућности будућих несрећа, затворио је железницу и поставио локомотиву у складиште.